# Mrs. Dane's Defence
Mrs. Dane's Defence é um filme britânico de 1933, do gênero drama, dirigido por A. V. Bramble e estrelado por Joan Barry, Basil Gill e Francis James. Foi uma adaptação da peça de 1900, Mrs Dane's Defence, de Henry Arthur Jones.

## Elenco
- Joan Barry - Sra. Dane
- Basil Gill - Sir Daniel Carteret
- Francis James - Lionel Carteret
- Ben Field - Sr. Bulsom-Porter
- Clare Greet - Sra. Bulsom-Porter
- Evan Thomas - James Risby
- Evelyn Walsh Hall - Lady Eastney